# Rezydencja Rastorgujewów i Charitonowów
Rezydencja Rastorgujewów i Charitonowów w Jekaterynburgu – neoklasycystyczny pałac budowany w latach 1794 – 1824, jeden z najcenniejszych zabytków Jekaterynburga.

## Historia

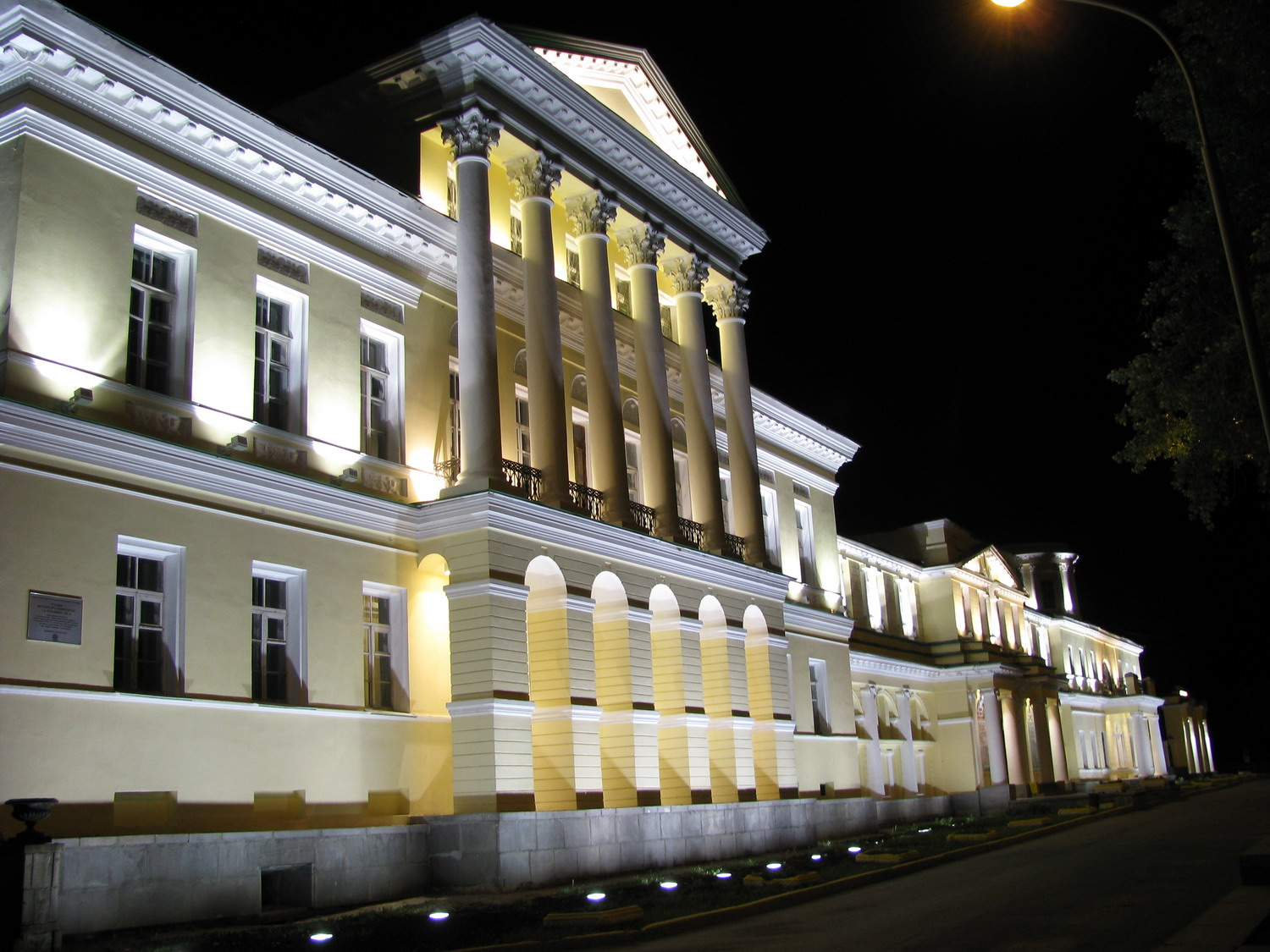
Rezydencja Rastorgujewów i Charitonowów. Widok w nocy.

Budowę rozpoczęto w 1794 r., na polecenie bogatego kupca jekaterynburskiego i zarazem starowiercę Lwa Rastorgujewa. Oryginalny architekt pozostaje nieznany, ale wiadomo, że w budowie brał udział jeden z wybitniejszych architektów rosyjskich tamtych czasów Michaił Małachow. W 1824 r. pałac po swoim teściu odziedziczył Piotr Charitonow, który rozpoczął rozbudowę posiadłości. Przy pałacu założono także park angielski. Pod pałacem oraz całą posiadłością przebiega kilka podziemnych korytarzy, z którymi związane są różne legendy. Jedna z teorii głosi, że Rastorgujew jako starowierca obawiał się prześladowań religijnych ze strony oficjalnej cerkwi prawosławnej i na wszelki wypadek kazał wybudować pod posiadłością kilka tuneli, które umożliwiłyby mu ucieczkę. Inna teoria głosi, że korytarze te to pozostałości dawnych tuneli mającej łączyć pałac z kopalnią złota należącą do Rastorgujewa. Kolejna legenda dotycząca tych tuneli wiąże się z kolejnym właścicielem, Piotrem Charitonowem. Znany on był z okrutnego traktowania swoich chłopów pańszczyźnianych (tzw. dusz), których to miał zadręczać torturami w piwnicach swojego pałacu. Ostatecznie liczne skargi na okrucieństwa Charitonowa dotarły do Petersburga i w 1837 r. z rozkazu imperatora Mikołaja I Charitonow został oddany pod sąd i skazany na uwięzienie w twierdzy Kexholm.
Główny budynek pałacowy zbudowany został na wzniesieniu, na jego fasadzie znajduje się natomiast kolumnada sześciu kolumn doryckich, które formują w ten sposób balkony na pierwszym i drugim piętrze. Połączony jest on z kolejnym skrzydłem pałacowym, za którym znajduje się park angielski.

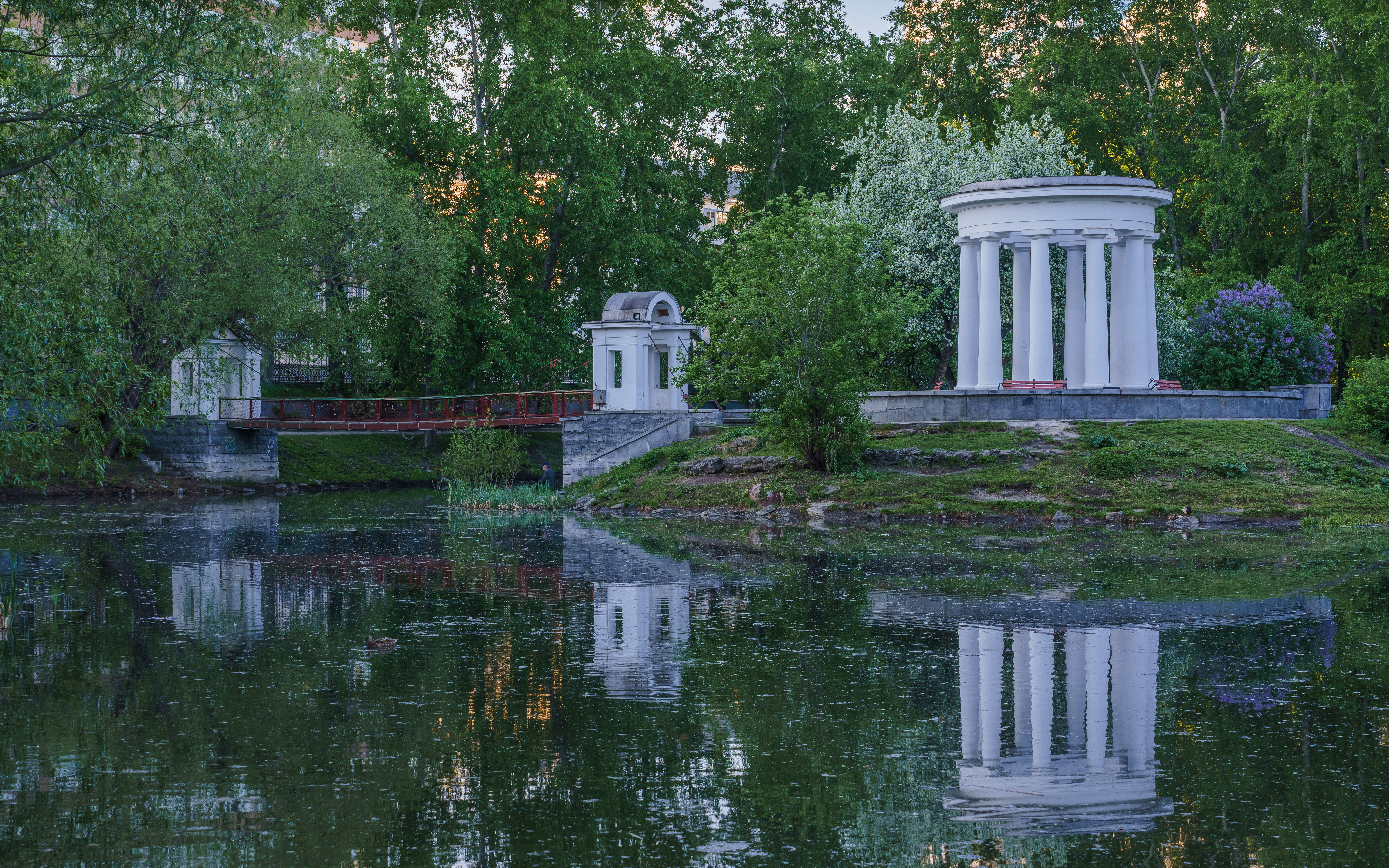
Rezydencja Rastorgujewów i Charitonowów. Ogród angielski.

Po uwięzieniu i śmierci Piotra Charitonowa trwały nieustanne spory wśród jego spadkobierców o prawo własności do posiadłości. Sprawiło to, że przez większą część XIX stulecia pałac był niezamieszkany. Po przewrocie bolszewickim budynek został znacjonalizowany. W latach dwudziestych odbywały się tutaj spotkania uralskiego Komsomołu. Od lat trzydziestych znany był jako Pałac Młodzieży. Obecnie służy jako ośrodek dla dzieci. W 2000 r. Władimir Putin podpisał dekret o przekazaniu pałacu na cele administracji państwowej, ale wskutek protestów mieszkańców i rodziców z tego pomysłu się wycofano.